# Spiccato

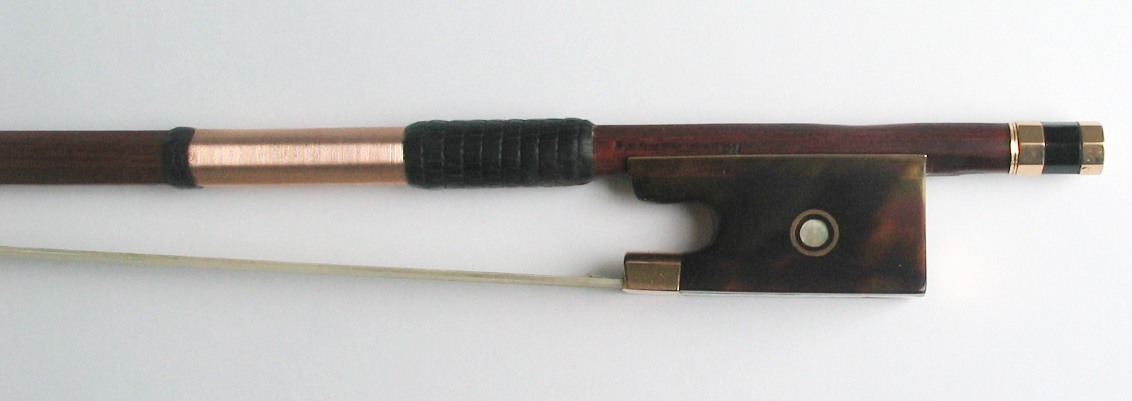
Detalle del arco de un violín.

El spiccato (en italiano, participio pasado de spiccare, "separar") es una técnica de interpretación musical que debe aplicar el ejecutante de un instrumento de cuerda cuando corresponda o bien cuando aparezca la indicación pertinente en una partitura. Consiste en que el arco se desplaza por la cuerda haciendo pequeños saltos, rebotando ligeramente sobre en ésta.

## Descripción de la técnica
El arco se sostiene a corta distancia por encima de la cuerda y se deja rebotar sobre ella, resultando en una serie de notas cortas y separadas. Esto se produce debido a la elasticidad de la cuerda y la elasticidad natural del arco. La mano derecha debe dejar cierta libertad al arco para que este se mueva saltando de una manera espontánea, pero siempre manteniendo un control básico sobre este porque si se le deja completamente libre, se perdería el control del ritmo y de la intensidad sonora. Para controlar este golpe de arco es necesario trabajarlo muy rigurosamente ya que, es difícil controlar el arco. 
Una buena ejecución del spiccato se obtiene relajando la mano derecha para dejar rebotar el arco más o menos en su parte media. No debemos relajar la mano solamente en este golpe de arco, sino que esta acción es esencial para una buena ejecución de todos los golpes.
La velocidad con la que se ha de ejecutar el spiccato depende de la colocación del arco. En el punto de equilibrio - alrededor de un tercio del arco - el spiccato será lento, mientras que por encima de la mitad del arco la velocidad se incrementará. La velocidad también se puede controlar variando la altura del arco por encima de la cuerda. Cuanto más alto esté el arco al rebotar, mayor será el tiempo requerido para que el arco vuelva a la cuerda y por lo tanto más lento será el spiccato resultante.
El carácter del spiccato puede variarse alterando la inclinación y la colocación del arco para utilizar más o menos cerdas. Cuando se utilizan todas las cerdas, el arco rebota más y tiene un carácter más corto, mientras que cuando el arco se aplica con un ángulo, el carácter del spiccato se hace más suave y más largo.
El sonido que se produce con el spiccato es picado y entrecortado, creándose notas de corta duración separadas del resto por un pequeño silencio.

## Representación gráfica
Esta técnica puede aparecer representada en las partituras o partichelas de las siguientes maneras:
- La palabra «spiccato» escrita sobre el pasaje que se tocará aplicando dicha indicación. Esta opción se suele emplear cuando la indicación afecta a un pasaje muy largo o bien a todo un movimiento de una pieza.
- La abreviatura «spicc.» situada encima del pentagrama al principio de la secuencia de notas que desea que se interpreten aplicando esta técnica.
- También se pueden utilizar signos como el un punto, como en el staccato o una cuña vertical, como en el staccatissimo. Este signo generalmente se coloca por encima de la nota si la plica apunta hacia abajo y por debajo si la plica apunta hacia arriba. En el caso de las redondas que carecen de plicas, se actúa como si la tuviesen; de tal forma que el signo se colocará por encima o por debajo de la nota en función de su ubicación en el pentagrama. Por último, cuando las direcciones de las plicas son distintas el signo de articulación se dibuja siempre por encima. La ubicación del signo es en el siguiente espacio de la cabeza de la nota, tanto si la nota se encuentra en una línea como en un espacio del pentagrama.
- Una notación alterna es una que se asemeja a la forma de un reloj de arena y se aplica de la misma forma que el símbolo de la primera foto. Normalmente suele utilizarse para dejar en claro que la técnica que debe utilizarse es el spiccato y que no se confunda con un staccato.

|                        |
| Notación del spiccato. |

|                        |
| Notación del spiccato. |

|                               |
| Notación alterna de spiccato. |

|                                               |
| Beethoven Sonatina, particella de violonchelo |

## Historia y ejemplos
De acuerdo con David Boyden y Peter Walls en el New Grove Dictionary of Music and Musicians, los términos spiccato y staccato fueron considerados equivalentes antes de mediados del siglo XVIII. Citan por ejemplo el Dictionnaire de musique (1703) de Sébastien de Brossard y L'École d'Orphée (1738) de Michel Corrette. Entonces spiccato significaba "simplemente desprendidas o separadas en contraposición al legato".
El uso característico de la indicación spiccato para el movimiento de rebotar con el arco surgió a finales del siglo XVIII. A pesar de que fue una técnica fundamental para los violinistas del siglo XIX, su uso se incrementó significativamente en el siglo XX.
La capacidad de interpretar el spiccato fue facilitada por el desarrollo del arco moderno dotado de una curva cóncava - ideado por el luthier francés François Tourte, en colaboración con el violinista italiano Giovanni Battista Viotti.